# پایبندی (پزشکی)
پایبندی (انگلیسی: Adherence) در پزشکی، که گاهی تبعیت و پیروی هم گفته می‌شود، به میزان پایبندی، تبعیت یا پیروی بیمار از دستورهای پزشکی گفته می‌شود. در بیشتر مواقع، این اصطلاح به پیروی دقیق بیمار از دستورهای دارویی گفته می‌شود اما برای سایر موقعیت‌ها نظیر استفاده از دستگاه‌های پزشکی، خودمراقبتی، ورزش‌های خودهدایتی، یا جلسات درمانی هم به‌کار می‌رود. هم بیمار و هم درمان‌گر، بر روی «پایبندی» اثر می‌گذارند و یک رابطهٔ خوب میان درمان‌گر و بیمار، مهمترین عامل در ارتقاء پایبندی درمانی بیمار است. هزینهٔ داروهای نسخه‌شده نیز یکی دیگر از عوامل مؤثر در تبعیت بیمار از دستورهای درمانی است.
پایبندی را نباید با همگامی و هماهنگی درمانی (concordance) اشتباه کرد که طی آن، درمان‌گر و پزشک با توافق دوجانبه، دربارهٔ روش درمان تصمیم‌گیری می‌کنند.
عدم پایبندی یکی از معضلات پزشکی در سرتاسر دنیاست. تخمین سازمان جهانی بهداشت در سال ۲۰۰۳ حاکی از آن است که تنها ۵۰٪ از مبتلایان به بیماری‌های مزمن در کشورهای توسعه‌یافته، توصیه‌های درمانی را دنبال می‌کنند و این موضوع به‌ویژه در مورد بیماری‌های آسم، دیابت و فشار خون بالا شایع‌تر است.
موانع اصلی در تبعیت و پیروی بیمار از درمان شامل پیچیدگی رژیم‌های درمانی مدرن، ناآگاهی و دانش اندک دربارهٔ سلامت و درمان، عدم درک صحیح سودمندی‌های درمان، بروز عوارض جانبی غیرمنتظره، رضایت ناکافی از روند درمان، هزینهٔ نسخه و داروها، تبادل و رابطه ضعیف میان پزشک و بیمار و عدم اعتماد کافی به درمان‌گر است.
تلاش و کوشش برای افرایش پایبندی درمانی، بیشتر منعطف به ساده‌سازی بسته‌بندی‌های دارویی، ارائه یادآوری‌های مؤثر دارویی، آموزش بیماران و کاهش تعداد داروهایِ تجویزیِ همزمان بوده‌است. پژوهش‌ها، نتایج بسیار متفاوتی در زمینهٔ شاخصه‌ها و میزان اثربخشی مداخله‌های گوناگون در افزایش پایبندی درمانی بیماران نشان داده‌است. هنوز معلوم نیست که چگونه می‌توان پایبندی بیماران به درمان را به‌صورت مستمر و دائم افزایش داد تا اثرات مهم بالینی مورد نظر به‌دست آید.

## موانع موجود برای پایبندی از نظر سازمان جهانی بهداشت
سازمان جهانی بهداشت (WHO) موانع موجود برای «پایبندی دارویی» را به ۵ گروه اصلی تقسیم می‌کند: (۱) عوامل مربوط به تیم درمانی یا عوامل مربوط به سیستم بهداشت/درمان (۲) عوامل اجتماعی و اقتصادی (۳) عوامل موقعیتی (۴) عوامل مربوط به درمان یا روش‌های درمانی (۵) عوامل مربوط به خودِ بیمار
برخی از عوامل شایع عبارتند از:
| مانع                                 | گروه‌بندی                              |
| ------------------------------------ | ------------------------------------- |
| رابطهٔ ضعیف میان بیمار و درمان‌گر      | عوامل مربوط به تیم درمانی و سیستم     |
| دسترسی ناکافی به خدمات بهداشتی       | عوامل مربوط به تیم درمانی و سیستم     |
| هزینهٔ بالای دارو                     | عوامل اجتماعی و اقتصادی               |
| اعتقادات فرهنگی                      | عوامل اجتماعی و اقتصادی               |
| شدت علائم بیمار                      | عوامل موقعیتی                         |
| در دسترس بودن درمان‌های مؤثر          | عوامل موقعیتی                         |
| سرعت بروز اثرات سودمند دارو یا درمان | عوامل مربوط به درمان یا روش‌های درمانی |
| عوارض جانبی                          | عوامل مربوط به درمان یا روش‌های درمانی |
| بدنامیِ احتمالی بیماری                | عوامل مربوط به خودِ بیمار              |
| آگاهی و دانش ناکافی دربارهٔ بیماری    | عوامل مربوط به خودِ بیمار              |